# 賽氏帚麗鯛
賽氏帚麗鯛，為輻鰭魚綱鱸形目隆頭魚亞目慈鯛科的其中一種，分布於非洲剛果河流域，體長可達19.3公分，生活習性不明。

## 擴展閱讀
維基物種上的相關：賽氏帚麗鯛